# Le Verneil
Le Verneil ist eine französische Gemeinde mit 89 Einwohnern (Stand: 1. Januar 2022) im Département Savoie in der Region Auvergne-Rhône-Alpes (vor 2016 Rhône-Alpes). Sie liegt im Arrondissement Chambéry und dem Kanton Montmélian (bis 2015 La Rochette). 

## Lage
Le Verneil liegt etwa 24 Kilometer ostsüdöstlich von Chambéry. Umgeben wird Le Verneil von den Nachbargemeinden La Table im Norden und Nordosten, Saint-Alban-d’Hurtières im Osten und Nordosten, Presle im Süden und Südwesten sowie Valgelon-La Rochette mit Étable im Westen.

## Bevölkerungsentwicklung
| Jahr                       | 1962 | 1968 | 1975 | 1982 | 1990 | 1999 | 2006 | 2013 |
| -------------------------- | ---- | ---- | ---- | ---- | ---- | ---- | ---- | ---- |
| Einwohner                  | 105  | 109  | 96   | 84   | 70   | 59   | 96   | 88   |
| Quellen: Cassini und INSEE |      |      |      |      |      |      |      |      |